# Beau Vallon

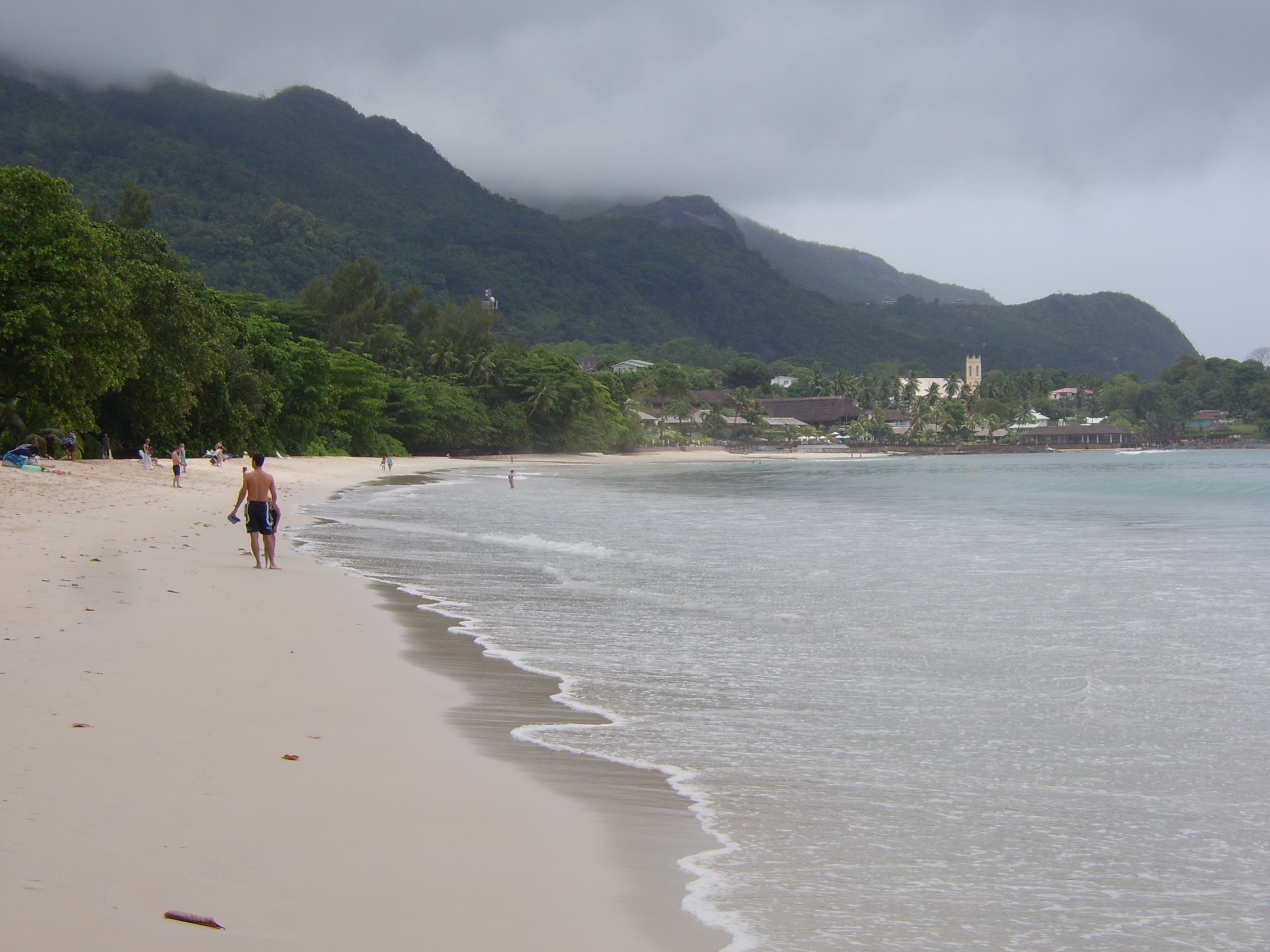
Platja de Beau Vallon

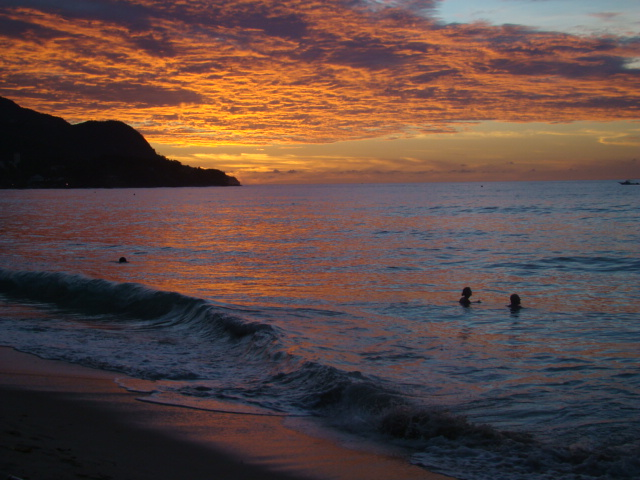
Posta de sol a Beau Vallon

Beau Vallon és un districte de les illes Seychelles situat a la costa nord – occidental de l'illa de Mahé. Dins aquest districte s'hi localitzen les platges més freqüentades i populars de les illes Seychelles.